# Lessertia miniata
Lessertia miniata är en ärtväxtart som beskrevs av Terence Macleane Salter. Lessertia miniata ingår i släktet Lessertia och familjen ärtväxter. Inga underarter finns listade i Catalogue of Life.